# Stefanie von Turetzki

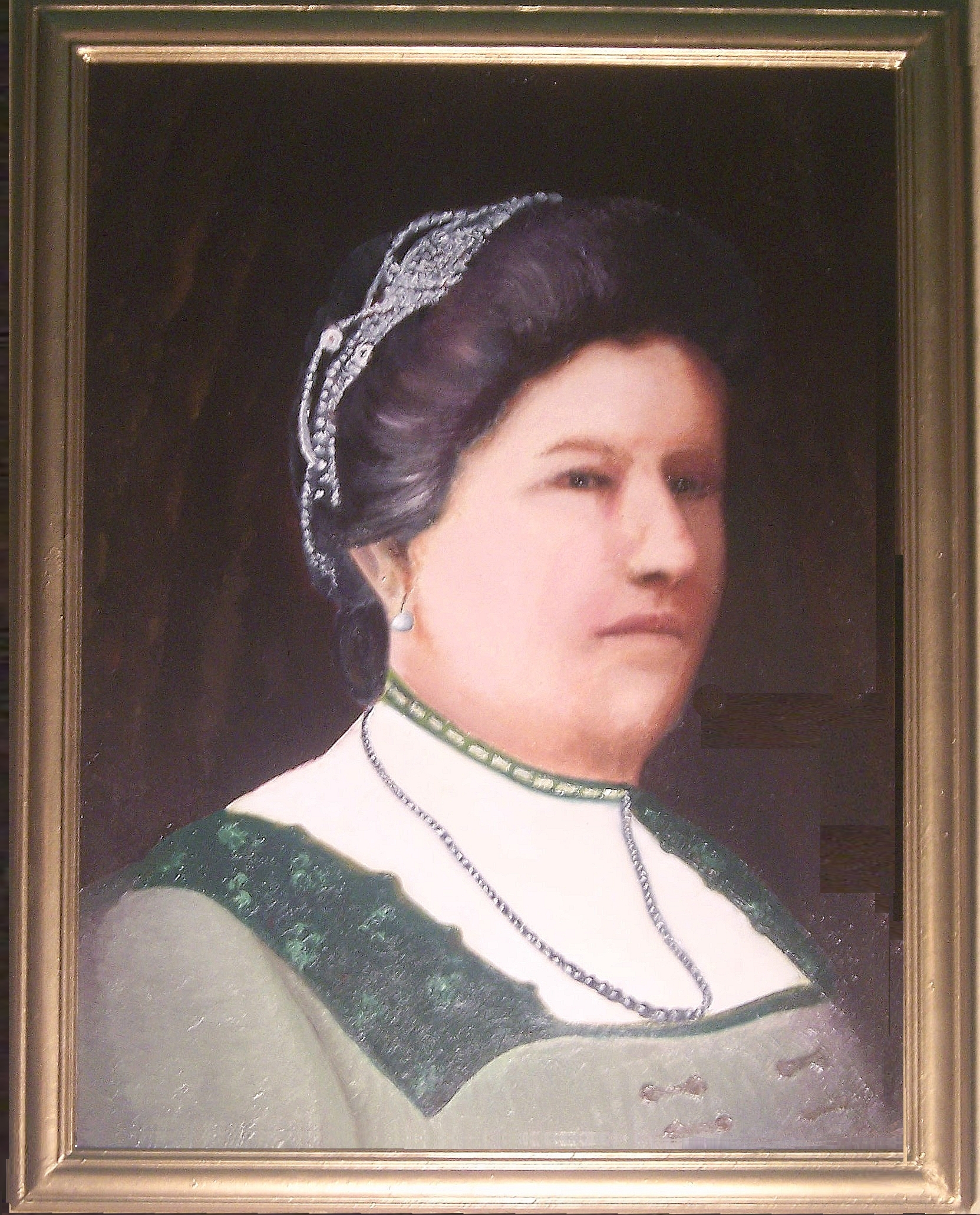
Stefanie von Turetzky
(Ölgemälde)

Stefanie von Turetzki (* 27. November 1868 in Czernowitz; † 20. November 1929 ebenda) war die Begründerin und Direktorin des ersten Mädchenlyzeums (Gymnasium) der österreichisch-ungarischen k.u.k.-Monarchie in Czernowitz in der im Osten Österreich-Ungarns gelegenen Provinz Bukowina.
Stefanie von Turetzki studierte 1887–1892 in Wien und erwarb dort das Doktorat der Philosophie. Anschließend war sie Lehrerin an der Czernowitzer griechisch-orientalischen höheren Töchterschule, der sie seit etwa 1900 als Leiterin vorstand. Unterrichtssprachen waren hier Rumänisch, Deutsch und Ruthenisch.
In den Jahren vor 1914 gründete Stefanie von Turetzki, seit 16. November 1902 verheiratete Jemna, das griechisch-orthodoxe Mädchenlyzeum in der Czernowitzer Cheresculgasse (heute Вул. Щепкіна) und war dessen Direktorin.
| Personendaten    | Personendaten                                                      |
| ---------------- | ------------------------------------------------------------------ |
| NAME             | Turetzki, Stefanie von                                             |
| ALTERNATIVNAMEN  | Jemna, Stefanie                                                    |
| KURZBESCHREIBUNG | Begründerin des 1. Mädchenlyzeums Österreich-Ungarns in Czernowitz |
| GEBURTSDATUM     | 27. November 1868                                                  |
| GEBURTSORT       | Czernowitz                                                         |
| STERBEDATUM      | 20. November 1929                                                  |
| STERBEORT        | Czernowitz                                                         |